# Araucano (1984)
Araucano (53)  je zásobovací tanker chilského námořnictva. Tanker v letech 1989–2010 provozovaly civilní společnosti a roku 2010 jej zakoupilo Chile, které jej zařadilo do svého námořnictva.

## Stavba
Tanker postavila švédská loděnice Uddevallavarvet. Stavba byla zahájena roku 1984. na vodu byl tanker spuštěn roku 1984. Zpočátku byl provozován jako Slethav. Od roku 1989 jej provozovala společnost Ultragas pod jménem Alpaca. Dne 14. července 2010 tanker koupilo chilské námořnictvo a 17. prosince 2010 jej zařadilo do služby. Slavnostní ceremoniál proběhl na námořní základně Talcahuano.

## Konstrukce
Jedná se o tanker s dvojitým trupem, což zvyšuje bezpečnost jeho provozu. Tanker může nést různé druhy kapalného nákladu (palivo, pitná voda ad.). Posádku tvoří 14 důstojníků a 42 námořníků. Pohonný systém má výkon 5300 kW. Nejvyšší rychlost dosahuje 16,5 uzlu.